# 恋狱 ～月狂病～
《恋狱 ～月狂病～》（～）是Innocent Grey游戏公司于2005年4月28日发售的18禁文字冒险游戏。 2005年12月15日由KID在PlayStation 2發售《戀獄 ～靈魂的苦惱～》（カルタグラ〜魂ノ苦悩〜）。2009年發售了OVA共2集。 2023年4月28日发售了《REBIRTH FHD SIZE EDITION》版。

## 概要
- Innocent Grey的处女作，以昭和风为基调，是一部充满悬疑及带有许多猎奇场景的作品。标题「カルタグラ」 (Cartagra)是中世纪的恶魔学者Reginald Scot用来代指“炼狱”的词，意为“灵魂的苦恼”[4]。
- 2005年4月28日发售初回限定版、2007年4月6日发售普通版、2007年11月23日发售DVDPG版。
- 2005年12月15日由KID发售PS2移植版
- 2007年4月6日 制作Fan Disk性质的
- 2009年4月25日，Milky發售動畫版DVD第一集，第二集則在2009年6月25日開始販售，內容稍加改編，並僅到修女深水薰死亡為止。

## 故事简介
故事舞台在战后6年后的东京上野。曾经是警察，现在是侦探身份的主人公高城秋五，因前上司有岛一磨突然的拜访，答应代为完成上月家的委托，帮助上月家寻找及调查长女上月由良的失踪案件。而上月由良正是高城秋五曾经交往过的对象，但兩人在五年前因战乱而分别。为了与委托人上月庆一郎会面，高城秋五在七年后再次踏足逗子这个地方。但上月庆一郎却对其说女儿由良其实已经死去……
而这段期间频繁发生了令警察也感到头疼的案件。案件起于在河边发现的一具有残缺的年輕女子的尸体，但这只是上野连续杀人案件的开端。由寻找上月由良和连续杀人案件这两件纵横交错而开始的悲剧，就在仍然殘留战争洗礼的上野开幕。

## 登场人物

### 主要人物
高城秋五（声優：機知通）
本作的男主角。二十多歲的男性。暫居在名叫雪白的娼館中。受原上司有岛的托付，协助上月家寻找长女上月由良。是个有强烈正义感的人。七年前在上野某诊疗所外面，看到眼睛缠上绷带、孤立无援的由良，其后主动护送由良回家，后来两人开始了交往。国内发生战乱时从军，退伍后当上警察。一年前辞掉警察的职务后，因没有住处而被雨雀姐收留在雪白公馆，此后开始没有固定收入的侦探工作。被庆一郎表面上委托寻找由良的任务，实际上被要求只要让和菜死心就达成任务。由于家族面子的关系，庆一郎心中十分不愿意由良回来上月家。熏事件落幕后，与冬史个别行动，曾经试图潜入教团本部打探由良的消息。为了找出庆一郎所隐藏的事实而跟和菜一同回逗子的上月家，并从庆一郎口中获得意外的情报。游戏最后说服和菜去美国实现自己的梦想，自己则留在国内照顾受枪伤一直昏迷的由良。
上月和菜（聲優：秋城柚月）
本作女主角。上月庆一郎的次女，上月由良的双胞胎妹妹。是个备受注目的新人话剧演员，以成为优秀的舞台演员为目标，在东京的剧团工作。一直没忘记五年前失踪的姐姐。听到影迷有关姐姐的目击情报后，不顾双亲的反对，向秋五提出寻找姐姐的委托。好动活泼的开朗性格之下，有时会做出为周遭的人带来混乱和麻烦的行为。母亲跟父亲离异后，为了自己的梦想，回到在神田的娘家过着财政紧绌的生活；而姐姐由良则与富豪父亲和后母良子在逗子居住。后来和秋五一起来到上野寻找姐姐。在续作和之匣中，已是个能在美国演出的优秀演员。番外篇中成为私立华阳学园的学生。
上月由良（聲優：秋城柚月）
上月庆一郎的長女，上月和菜双胞胎姐姐。与妹妹长得十分相似，但性格内向阴沈。七年前因为事故而失明，被双亲和周围的人忽视和厌恶。由良生来行为古怪，并患有先天性眼睛色素异常，因而被认为是受到了诅咒，被家族和周围人恐惧，之后被庆一郎卖到研究组织做人体研究。由良被开发出心灵感应能力，但被认为没有实用价值。研究组织关闭后被送回上月家。因在实验其间受到非人待遇而精神崩坏，在回家半年后才逐渐恢复。回家后一直被关在环境恶劣的房间里。之后被有岛一磨带走后扶植为"千里教"的新教主。因过于希望得到秋五的爱而令思想变得扭曲，驱使赤尾杀死秋五身边的女性。对妹妹和菜带有十分强烈的恨意和憧憬，策划了杀死和菜来取代她的位置，但被高城七七识破。在劫持和菜想杀死她时被秋五开枪打中，之后一直处于昏迷状态。在续作和之匣再度苏醒。在番外篇跟和菜是同一个班级的学生。
初音（聲優：雅姬乃）
照顾高城秋五日常生活的雪白公馆的少女。年幼时，被公馆的经营者雨雀姐收养在公馆里，也主动在公馆里帮忙。性格溫順沉靜，喜歡溫柔以待的秋五。因为小时候生病而没有得到足够的学习，秋五有时会向其秘密授课。教授写字等等的内容。由于到了指定的年龄和为报答雨雀的养育之恩，不久后将开始娼妇的工作。
高城七七（聲優：一色ヒカル）
高城秋五的妹妹，上野私立华阳学园的学生。对哥哥异常关心。过目不忘、知识渊博的天才少女。对上野连续猎奇事件非常感兴趣，常常不理秋五的劝告，独自一人调查。偶尔会来到秋五住处向其喋喋不休。独自调查后，会为秋五提供所得情報和自身的见解。曾经把熏赠送的地下室钥匙转交给秋五，并告知杀人犯的身份。在被警察围封的学校拜托堂现场发现六轮宝图案的徽章，之后前往位于逗子的奈良桥家查探。最后在教会手上救下被注射了药物的和菜；其后带同和菜来到上月家揭穿由良的真正目的。在续作和之匣的番外篇，与楼子和转校生美波栞，调查学校的"七大不可思议"。

### 其他人物
苍木冬史（聲優：森井花音）
是上野地界黑社会性质组织死之腕的女性干部。是在秋五是警察时代就要好的朋友，是一位性格干练且身手很好的女性。与雨雀是老朋友。因为对和菜有好感，主动提出调查由良的所在地。多次帮助秋五调查“千里教”。由于和菜的通报，及时救下在学校地下室差点为熏所杀的秋五。后来为秋五提供千里教人员的名册。在和之匣番外篇作为华阳学园家庭科教师登场，显露出不同的一面。特别喜爱味噌。
雨雀（聲優：奥田香织）
雪白公馆的经营者，本来是吉原的游女，引退以后经营起公馆。是一位非常豪爽的女性。但經常很忙碌的樣子。意外地对料理富有心得。另外也依靠其强大的人际网络，在公馆经营情报买卖的生意。有时会接受秋五的情报搜集委托。后来帮秋五调查有关上月庆一郎所隐藏的十年前有关由良的事实和"千里教"的情报。
凛（聲優：吉沢悠亜）
雪白公馆的娼妇，说话时常带有特殊的尾音。跟秋五非常要好，警察时代起就为秋五提供情报。是一个性格开朗的女性。有个很要好、跟秋五很像的哥哥，但因为战乱失散了。其后被雨雀姐收留，并自愿开始娼妇的工作作为对雨雀的报答。在上野连续猎奇杀人事件中在乙羽之後遇害，令秋五感到非常自责。在续作和之匣的番外篇，是私立华阳学园的茶道老师。
绫崎楼子（聲優：井村屋ほのか）
私立华阳学园的学生，是七七的同级生兼好友。因為曾祖母是白人的關係，留著一頭棕色的頭髮。秋五是警察时代因某个事件而相识，对秋五一见钟情的大小姐。曾经在有关绫崎家遗产继承的连续杀人案件中受当时警察身份的秋五保护。通过七七的关系与秋五在熏伏法后再会。被家人安排了明年毕业后跟素未谋面的名门家公子结婚的婚约，为了此事而找过秋五倾诉。在七七从逗子回来后被发现在校门上死去。
祠草时子（聲優：绯仓怜）
出现在上野的贫民街彷徨的神秘的女性。曾作为连续杀人的嫌疑犯，而被拘留过一次。年幼时就开始信奉"千里教"前身的"天惠之会"，为了寻找初代教主的父亲祠草美智夫的行踪而一直留在"千里教"。赤尾以握有前教主的情报，强迫时子服从，并被药物控制。千里教的幹部。不断呼吁上野葵镇贫民区的居民信奉千里教，否则会应验预言大祸临头。楼子被杀后开始与教会保持距离。时子误会了赤尾的意图，以为赤尾想用影武者取代真正的教主（由良），使自己独揽大权。时子看到教主的影武者杀害了真教主，但实际上是真教主杀了影武者。为了寻找東西潜入教主房间，被刺伤后被逃出千里教。在贫民街被遇见的秋五和和菜救下并藏在新居。之后告诉了秋五有关教会和赤尾生馬的情报。最后被冒充成和菜的由良伪装成自杀杀害。
乙羽（聲優：北都南／動畫版: 茶谷やすら）
雪白公馆的娼妇。因跟凛是同年龄的关系，而非常要好。但工作上对初音非常严厉。本名是中島郁代。一年前因家变而落魄时，被雨雀姐收留，并开始在公馆工作。小雪和芹的姐姐。曾经为两人信奉奇怪的宗教而担心。在上野连续猎奇杀人事件中成為第五名遇害的死者。
深水熏（聲優：サトウユキ）
跟秋五年龄相近的女性。七七所就读的私立华阳学园的教师，平常是一副修女的打扮。每天都會作為車夫，駕馬車接送學生上學。实际上是上野连续猎奇杀人事件中杀害凛等女性的凶手。作案期间利用马车运载受害者。十年前切除肿瘤的手术后，因失去子宫而丧失生育能力。由於受父母和朋友的疏离而带有个人目的开始信奉基督教，但十年间的祈祷生活却沒有"奇迹"降临。来学园趁任后，性格变得更为扭曲。“千里教”的狂信者。受到赤尾诱导入信，并成为杀人鬼。因为在基督教学校教书，所以在人前隐藏自己“千里教”的信仰。被捕后不久，在拘留所咬舌自尽。
有岛一磨（聲優：岛和成）
秋五警察时代的上司，职务为警视厅警部阶级的刑警。是秋五的前上司。平常是戴着帽子及风衣打扮。对秋五的能力高度评价，在秋五辞职后仍然为其介绍工作。随着委托秋五接手上月家的工作，所有的事情的真相逐渐明朗。之前的姓是"奈良桥"，入赘后改姓有岛。曾经在特务机关工作，担任赤尾的上司，他向庆一郎提出想要由良来做实验。是"千里教"的核心成員之一，但以妻子的名字作登记。后来因为妻子的出轨，把妻子和初代教主一并杀害。把由良带入千里教，利用由良的心灵感应能力，迅速扩大教团。并利用教团敛财。听到秋五报告有关时子所在地的情报后，暗中通知赤尾和由良把时子杀害。最后在教会本部的防空洞中因事败自杀身亡。
赤尾生马（聲優：ZEN）
上月和菜所属剧团的美术监督。是擁有自己工作室的新晋艺术家。对和菜的演技十分欣赏。曾经是特务机关的成员，现在是“千里教”的高层干部。曾对外公开自己“千里教”的信仰。兩年前新教主赴任后，把原来的"天惠之教"更名为"千里教"，公布预言《炼狱之书》，称教主将会死而复生。并在教会制度上作出改革。利用教主的"预知能力"招纳到大量信徒，令教会规模壮大，并对信徒实行药物控制。为了使预言成真开始了按照预言内容的方式进行杀人。为了实现教主死而复生的预言，从信徒中挑选了和教主（由良）容貌相似的女性作为教主的影武者。但其意图被影武者女性发觉，于是从教团逃到了死之腕。得知熏不育的烦恼后，诱导熏去进行杀人行为，以此得到能实现她愿望的"奇迹"，并企图让熏成为所有杀人事件中的代罪羊。以实现由良的愿望为最重要的事项，为此开始实行杀人计划。上野连续猎奇杀人事件中杀害乙羽和楼子等女性的凶手。最后在教会本部与冬史对决中死亡。
八木沼了一（聲優：原田友贵）
上野警署的刑警，也是有岛的部下。代替辞退的秋五被分配到刑事课。性格利己和冷酷。虽然称呼秋五为"前辈"，但对秋五却毫不客气，甚至对秋五感到不屑。因为可以得到好处，所以接受了秋五的请求，通知警署来到教会本部进行逮捕有岛的行动。

## 制作人员
- 企划：Innocent Grey
- 人物设计·原画: 杉菜水姬
- 剧本：飯田和彦
- 首席图像处理：simo氏
- 程序：公魚
- 影像制作/系统设计：WINFANWORKS
- 音乐：Little Wing
- 制片人：杉本晃志郎
- 总监督：杉菜水姬
- 销售/制作协力：（株）ミスリル
- 制作/著作：（有）グングニル

## 主题曲
- PC版：「恋獄」
  - 作詞：六浦館 / 作曲：MANYO / 歌：霜月はるか（合唱：真理繪）
- PS2版：「LUNA」
  - 作詞：六浦館 / 作曲：MANYO / 歌：霜月はるか

## 相关商品

### OVA
- カルタグラ ツキ狂イノ病 第一夜（2009年4月25日發售）

- カルタグラ ツキ狂イノ病 第二夜（2009年6月25日發售）

### 音乐CD
- 2005年8月19日发售。品番 DLRD-1008

### 书籍
出版社：ハーヴェスト出版  作者：水碕睦月、杉菜水姬 
2005年5月11日发售 <ISBN 978-4-43-406675-7>
出版社：ハーヴェスト出版   
作者：水碕睦月、杉菜水姬 
2005年5月11日发售 <ISBN 978-4-43-406676-4>
出版社：宙出版    
2005年9月30日发售 <ISBN 978-4-77-679228-4>

## 評價
《ファミ通》888号的クロスレビュー對PlayStation 2給予27/40分。 DVDPG版在美少女ゲームアワード2008中獲得DVDPG部門金賞。